# Pterocymbium dussaudii
Pterocymbium dussaudii är en malvaväxtart som beskrevs av Tardieu. Pterocymbium dussaudii ingår i släktet Pterocymbium och familjen malvaväxter. Inga underarter finns listade i Catalogue of Life.